# Мельцер, Дэвид
Дэвид Мельцер (David J. Meltzer; род. 1955) — американский археолог и историк, специализируется по палеоиндейцам, а также по культуре Кловис.
Доктор философии (1984), именной профессор преистории кафедры антропологии Южного методистского университета, на которой трудится с 1984 года. Член НАН США (2009).
Впервые принял участие в археологических раскопках ещё старшеклассником, в 15-летнем возрасте.
Окончил как антрополог и почвовед Мэрилендский университет (бакалавр, 1977).
Степень доктора философии получил в Вашингтонском университете. Фелло Американской ассоциации содействия развитию науки (1988) и член Американской академии искусств и наук (2013). Член Совета НАН США (по 2025). В 1997-99 гг. проводил раскопки Фолсомского комплекса.
Опубликовал 10 книг и почти 200 научных статей. Публиковался в Science.
Автор книги First peoples in a new world (2009  {Рец. Vance T. Holliday}; 2-е изд., 2021). Также автор книги The Great Paleolithic War: How Science Forged an Understanding of America’s Ice Age Past (U Chicago Press, 2015)  {Рец.: , }. Он также автор Folsom: New Archaeological Investigations of a Classic Paleoindian Bison Kill (UC Press).